# Lars Olsen

Lars Christian Olsen (Glostrup, 2 de Fevereiro de 1961) é um treinador e ex-futebolista dinamarquês. Atualmente, dirige às Ilhas Faroe. Foi campeão europeu pela Dinamarca em 1992.

## Carreira
Foi anunciado como novo treinador das Ilhas Faroe em 9 de novembro de 2011, assinando um contrato de dois anos.

## Títulos
Brøndby
- Campeonato Dinamarquês: 1985, 1987, 1988, 1990, 1991, 1996
- Copa da Dinamarca: 1989

Trabzonspor
- Copa da Turquia: 1992

Dinamarca
- Eurocopa: 1992

### Individuais
- Jogador Dinamarquês do Ano: 1988

### Como Treinador
Randers
- Copa da Dinamarca: 2006